# Frances Bay
Frances Goffman Bay (* 23. Januar 1919 in Winnipeg, Manitoba; † 15. September 2011 in Los Angeles, Kalifornien) war eine in den Vereinigten Staaten lebende kanadische Schauspielerin, die vor allem durch die Darstellung älterer schrulliger Damen in Film und Fernsehen bekannt wurde.

## Leben
Frances Bay wuchs in Dauphin, Manitoba heran. Ihr jüngerer Bruder war der renommierte Soziologe Erving Goffman. Dessen Tochter aus zweiter Ehe ist die US-amerikanische Soziologin und Autorin Alice Goffman.
Vor dem Zweiten Weltkrieg begann Bay ihre professionelle Schauspielkarriere in ihrer Heimstadt Winnipeg. Während des Kriegs moderierte Frances Bay eine Radiosendung im Kanadischen Rundfunk, Everybody’s Program, gedacht für Kriegsdienstangehörige in Übersee. Nach ihrer Heirat zog sie sich zunächst von der Schauspielerei zurück, sie wurde Hausfrau und Mutter.
In den 1970er-Jahren kehrte sie zur Schauspielerei zurück. Obgleich sie ihre Hollywood-Karriere erst im Jahr 1976 im reifen Alter von 57 Jahren begann, konnte sie am Ende ihres Lebens auf eine sehr ausführliche Filmografie zurückblicken. Gleich mehrfach wurde sie von dem Regisseur David Lynch besetzt, darunter in dem Kinofilm Blue Velvet und der Fernsehserie Twin Peaks. Sie hatte Gastauftritte in drei Folgen der Sitcom Seinfeld, ebenso wirkte sie an Serien wie Mord ist ihr Hobby, Charmed und Grey’s Anatomy mit. Sie spielte neben Sam Neill in Die Mächte des Wahnsinns (1994) unter Regie von John Carpenter oder an der Seite von Matthew Broderick in der Comicverfilmung Inspektor Gadget (1999). Am bekanntesten dürfte sie aber durch ihre Rolle als kauzige, liebevolle Großmutter von Adam Sandlers Hauptfigur in dem Film Happy Gilmore (1996) geworden sein. Zuletzt spielte sie ab 2009 in der Serie The Middle eine wiederkehrende Nebenrolle als Tante Ginny.
Im Jahr 2008 wurde sie auf Canada’s Walk of Fame aufgenommen. Bay war mit ihrem Ehemann Charles Bay von 1946 bis zu dessen Tod 2002 verheiratet, ihr einziger Sohn starb bereits im Alter von 23 Jahren. Frances Bay verstarb am 15. September 2011 im Alter von 92 Jahren in Tarzana.

## Filmografie (Auswahl)
- 1976: Kojak – Einsatz in Manhattan (Kojak, Fernsehserie, Folge 4x03)
- 1977: The Mary Tyler Moore Show (Fernsehserie, Folge 7x22)
- 1977: CHiPs (Fernsehserie, Folge 1x11)
- 1978: Eine ganz krumme Tour (Foul Play)
- 1979: Eine amerikanische Familie (Family, Fernsehserie, Folge 4x22)
- 1979: Hals über Kopf (Chilly Scenes of Winter)
- 1979/1980: Hart aber herzlich (Hart to Hart, Fernsehserie, 2 Folgen: Hochzeit in Monte Carlo und Was denn für ein Mord?)
- 1980: Dreizehn Stufen zum Terror (The Attic)
- 1981: Ein Duke kommt selten allein (The Dukes of Hazzard, Fernsehserie, Folge 3x18)
- 1981: Amy, die Stunde der Wahrheit (Amy)
- 1981: Flamingo Road (Fernsehserie, Folge 1x15)
- 1981: Da steht der ganze Freeway kopf (Honky Tonk Freeway)
- 1981: Buddy Buddy
- 1982: Vater Murphy (Father Murphy, Fernsehserie, Folge 1x11)
- 1982: Psycho-Killer (Double Exposure)
- 1982–1984: Happy Days (Fernsehserie, 3 Folgen)
- 1983: Private School – Die Superanmacher (Private School)
- 1983: A Rose for Emily (Kurzfilm)
- 1983: Remington Steele (Fernsehserie, Folge 2x08)
- 1984: Karate Kid (The Karate Kid)
- 1984: Familienbande (Family Ties, Fernsehserie, Folge 3x05)
- 1985: Cagney & Lacey (Fernsehserie, Folge 4x21)
- 1985: Fame – Der Weg zum Ruhm (Fame, Fernsehserie, Folge 4x21)
- 1985: Achtung, Dinosaurier! (Movers & Shakers)
- 1985–1990: California Clan (Santa Barbara, Fernsehserie, 3 Folgen)
- 1986: Cheers (Fernsehserie, Folge 4x13 Das letzte Hemd)
- 1986: Nomads – Tod aus dem Nichts (Nomads)
- 1986: T. J. Hooker (Fernsehserie, Folge 5x10)
- 1986: Polizeirevier Hill Street (Hill Street Blues, Fernsehserie, Folge 6x17)
- 1986: Trio mit vier Fäusten (Riptide, Fernsehserie, Folge 3x17)
- 1986: Blue Velvet
- 1986: Simon & Simon (Fernsehserie, Folge 6x09 Wettbewerb und Mord)
- 1987: Sturz ins Dunkel – Die Geschichte einer Mutter (Convicted: A Mother's Story, Fernsehfilm)
- 1987: Chefarzt Dr. Westphall (St. Elsewhere, Fernsehserie, Folge 6x04)
- 1988: Golden Girls (The Golden Girls, Fernsehserie, Folge 4x02)
- 1988: Twins – Zwillinge (Twins)
- 1988–1991: Hunter (Fernsehserie, 3 Folgen)
- 1989: Karate Kid III – Die letzte Entscheidung (The Karate Kid, Part III)
- 1989: Schüler, Shakespeare und Karibik (Class Cruise, Fernsehfilm)
- 1990: Alf (Fernsehserie, Folge 4x19 Die Seniorenparty)
- 1990: Wild at Heart – Die Geschichte von Sailor und Lula (Wild at Heart)
- 1990: Geschichten aus der Gruft (Tales from the Crypt, Fernsehserie, Folge 2x11)
- 1990: Arachnophobia
- 1990: Grifters (The Grifters)
- 1990: Twin Peaks (Fernsehserie, Folge 2x02 Koma)
- 1990: Ein gesegnetes Team (Father Dowling Mysteries, Fernsehserie, Folge 3x10)
- 1991: Meister des Grauens (The Pit and the Pendulum)
- 1991: Critters 3 – Die Kuschelkiller kommen (Critters 3)
- 1991: Matlock (Fernsehserie, 2 Folgen)
- 1991/1992: Alles Okay, Corky? (Life Goes on, Fernsehserie, 2 Folgen)
- 1992: Die phantastische Geisternacht (Grave Secrets: The Legacy of Hilltop Drive, Fernsehfilm)
- 1992: Zurück in die Vergangenheit (Quantum Leap, Fernsehserie, Folge 4x19)
- 1992: Wer ist hier der Boss? (Who’s the Boss?, Fernsehserie, 2 Folgen)
- 1992: L.A. Law – Staranwälte, Tricks, Prozesse (L.A. Law, Fernsehserie, Folge 6x19)
- 1992: Twin Peaks – Der Film (Twin Peaks: Fire Walk with Me)
- 1992: Der ganz normale Wahnsinn (Inside Monkey Zetterland)
- 1992: Weiblich, ledig, jung sucht … (Single White Female)
- 1992–1993: Der lange Weg des Lukas B. (By Way of the Stars, Miniserie, 6 Folgen)
- 1992–1993: Harrys Nest (Empty Nest, Fernsehserie, 2 Folgen)
- 1993: Marys Nachbar (The Neighbor)
- 1994: Immer Ärger mit Dave (Dave’s World, Fernsehserie, Folge 1x19)
- 1994: Die Mächte des Wahnsinns (In the Mouth of Madness)
- 1994: The Paperboy – Mörderische Unschuld (The Paperboy)
- 1994: Akte X – Die unheimlichen Fälle des FBI (The X-Files, Fernsehserie, Folge 2x11 Excelsis Dei)
- 1995: Der Marshal (The Marshal, Fernsehserie, Folge 1x10)
- 1995: Der Polizeichef (The Commish, Fernsehserie, Folge 4x22)
- 1995: Mord ist ihr Hobby (Murder, She Wrote, Fernsehserie, Folge 12x05 Tödliche Injektionen)
- 1996: Happy Gilmore
- 1996: Das Mädchen aus der Stadt (Road to Avonlea, Fernsehserie, Folge 7x10)
- 1996–1998: Seinfeld (Fernsehserie, 3 Folgen)
- 1997: Susan (Suddenly Susan, Fernsehserie, Folge 1x14)
- 1997: Das Leben geht weiter (Changing Habits)
- 1997: Diagnose: Mord (Diagnosis: Murder, Fernsehserie, Folge 4x23)
- 1997: Die Herzbuben (Sparkler)
- 1998: Jagabongo – Eine schrecklich nette Urwaldfamilie (Krippendorf’s Tribe)
- 1998: Goodbye Lover
- 1998: Clueless – Die Chaos-Clique (Clueless, Fernsehserie, Folge 2x20)
- 1998: X-Factor: Das Unfassbare (Beyond Belief: Fact or Fiction, Fernsehserie, Folge 2x13)
- 1998–2000: Allein unter Nachbarn (The Hughleys, Fernsehserie, 9 Folgen)
- 1999: Das Leben ist was Wunderbares (The Simple Life of Noah Dearborn, Fernsehfilm)
- 1999: Inspektor Gadget (Inspector Gadget)
- 2000: Abgehört – Die Rache ist mein (The Operator)
- 2000: Am Anfang war ein Mord (Stranger than Fiction)
- 2001: Wedding Planner – Verliebt, verlobt, verplant (The Wedding Planner)
- 2001: Emergency Room – Die Notaufnahme (ER, Fernsehserie, Folge 7x16 Hexenjagd)
- 2001: Bloody Numbers – Alles auf eine Karte (Finder’s Fee)
- 2001: Zwei Superbabies starten durch (Bratty Babies, Fernsehfilm)
- 2002: Charmed – Zauberhafte Hexen (Charmed, Fernsehserie, Folge 4x14 Die Frage aller Fragen)
- 2002: What’s Up, Dad? (My Wife and Kids, Fernsehserie, Folge 2x25)
- 2005: Edmond
- 2006: Dark Memories
- 2006: My Name Is Earl (Fernsehserie, Folge 2x05 Schöntrinken scheitert)
- 2006: Hannah Montana (Fernsehserie, Folge 1x20 Kreditkarten für Anfänger)
- 2009: Grey’s Anatomy (Fernsehserie, Folge 5x19 Liebesbrief im Aufzug)
- 2009–2011: The Middle (Fernsehserie, 11 Folgen)
- 2010: Bare Knuckles